# Азизова, Зенфила Азиз кызы
Зенфила Азиз кызы Азизова (азерб. Zenfila Əziz qızı Əzizova; род. 1968, Куткашенский район, Азербайджанская ССР) — советская азербайджанская доярка. Народный депутат СССР (1989—1991).

## Биография
Родилась в 1968 году в селе Солтаннуха Куткашенского района Азербайджанской ССР (ныне Габалинский район Азербайджана).
В 1985 году, по окончанию школы, начала трудовую деятельность дояркой колхоза имени М. Ф. Ахундова Куткашенского района республики. Достигала высоких результатов при выполнении планов производства сельскохозяйственной продукции, по итогам 1988 года надоила от каждой коровы 3660 килограмм молока.
Активно участвовала в общественно-политической жизни района, республики и Советского Союза. Состояла в ВЛКСМ, избиралась депутатом районного совета, активно участвовала в обсуждении социально-бытовых проблем трудящихся района.
В 1989 году избрана народным депутатом СССР от Агдашского национально-территориального избирательного округа № 203 Азербайджанской ССР..